# Ligne 2 du tramway de Dijon
Pour les articles homonymes, voir Ligne 2.
La ligne T2 du tramway de Dijon, la plus longue, parcourt la ville sur un axe nord-sud entre Chenôve et le Parc Valmy, près du parc d'activité de la Toison d'Or.
Elle dessert notamment le quartier des Bourroches, la place du 1er Mai, la gare de Dijon-Ville, où débute le tronçon commun avec la ligne T1, la place Darcy, la place de la République, où elle se sépare de la ligne T1, pour se diriger vers le quartier Junot, la Toison d'Or, le Zénith et enfin le Parc Valmy, son terminus.

## Stations
|  |   |  | Stations                       | Lat/Long                    | Communes desservies | Correspondances                |
|  | - |  | ------------------------------ | --------------------------- | ------------------- | ------------------------------ |
|  | ■ |  | DIJON Valmy                    | 47° 21′ 56″ N, 5° 02′ 47″ E | Dijon               | Parc relais                    |
|  | • |  | Giroud                         | 47° 21′ 55″ N, 5° 02′ 58″ E | Dijon               |                                |
|  | • |  | Pôle Santé                     | 47° 21′ 41″ N, 5° 03′ 03″ E | Dijon               |                                |
|  | • |  | Zénith                         | 47° 21′ 25″ N, 5° 03′ 24″ E | Dijon               |                                |
|  | • |  | Toison d'Or                    | 47° 21′ 19″ N, 5° 03′ 07″ E | Dijon               | L 6 9 F 40                     |
|  | • |  | Europe - Simone Veil           | 47° 21′ 12″ N, 5° 02′ 46″ E | Dijon               | L 9                            |
|  | • |  | Nation                         | 47° 20′ 46″ N, 5° 02′ 43″ E | Dijon               | B 10                           |
|  | • |  | Junot                          | 47° 20′ 21″ N, 5° 02′ 40″ E | Dijon               | COROL                          |
|  | • |  | Drapeau                        | 47° 19′ 59″ N, 5° 02′ 38″ E | Dijon               |                                |
|  | • |  | République                     | 47° 19′ 36″ N, 5° 02′ 42″ E | Dijon               | T 1 L 3 6 F 40                 |
|  | • |  | Godrans Les Halles             | 47° 19′ 31″ N, 5° 02′ 21″ E | Dijon               | T 1 L 3 B 10                   |
|  | • |  | Darcy                          | 47° 19′ 25″ N, 5° 02′ 02″ E | Dijon               | T 1 L 3 5 9 B 10 12 13 18 R 30 |
|  | • |  | Foch Gare                      | 47° 19′ 25″ N, 5° 01′ 49″ E | Dijon               | T 1 L 3 B 10 12 13 18          |
|  | • |  | Monge - Cité de la gastronomie | 47° 19′ 02″ N, 5° 01′ 53″ E | Dijon               | L 4 5 9 B 12 18 R 33 34 35     |
|  | • |  | 1er Mai                        | 47° 18′ 53″ N, 5° 01′ 43″ E | Dijon               | COROL                          |
|  | • |  | Jaurès                         | 47° 18′ 38″ N, 5° 01′ 35″ E | Dijon               |                                |
|  | • |  | Bourroches                     | 47° 18′ 20″ N, 5° 01′ 25″ E | Dijon               | B 14 15                        |
|  | • |  | Carraz                         | 47° 18′ 03″ N, 5° 01′ 15″ E | Dijon Chenôve       | B 14 15 42                     |
|  | • |  | Valendons                      | 47° 18′ 07″ N, 5° 00′ 54″ E | Dijon Chenôve       |                                |
|  | • |  | Le Mail                        | 47° 17′ 59″ N, 5° 00′ 37″ E | Chenôve             |                                |
|  | ■ |  | CHENÔVE Centre                 | 47° 17′ 40″ N, 5° 00′ 23″ E | Chenôve             | L 4 F 42                       |

## Matériel roulant
Le matériel roulant a été commandé conjointement à celui du tramway de Brest, aux termes d'un appel d'offres, à Alstom Transport. Le contrat d'acquisition des 52 rames a été signé le 15 septembre 2009 pour un montant total de 106,5 M€, répartis de la façon suivante :
- Budget Brest : 42,7 M€
- Budget Dijon : 63,8 M€

Le coût unitaire d'une rame est ainsi de 2,05 M€, et le groupement de commande aura permis de faire une économie de plus de 9 M€ ; cette économie fait des tramways de Dijon et Brest deux des tramways les moins chers de France.
Les 32 rames acquises sont des Alstom Citadis type TGA 302. Leurs caractéristiques sont les suivantes :
- Longueur : 32,7 m.
- Largeur : 2,40 m.
- Rames constituées de 5 caisses reposant sur 3 bogies, les deux bogies d'extrémité étant moteurs et le bogie central uniquement porteur. Les rames peuvent être allongées par l'adjonction de modules supplémentaires
- Plancher bas intégral
- Capacité : 200 passagers, dont 152 debout et 48 assis, d'après les affiches dans les ramesRames garées à l'atelier de maintenance.
- Rames bidirectionnelles
- Immatriculation : 1001 à 1032
- Vitesse maximale : 50 km/h
- voie normale
- Courant 750 V continu

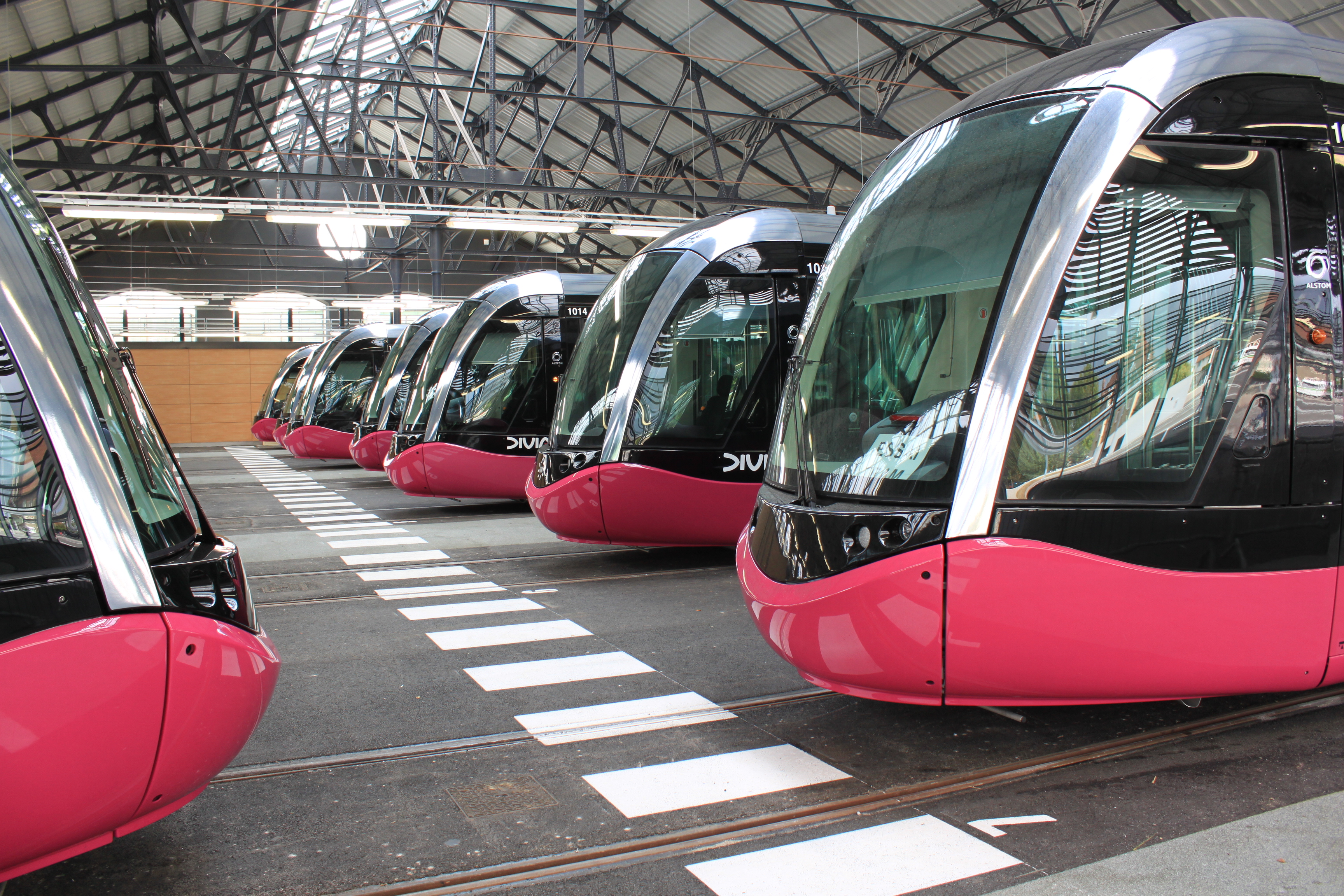
Rames garées à l'atelier de maintenance.

- Freinage par trois systèmes distincts, électrodynamique, mécanique et électromagnétique.
- Niveau sonore inférieur de 5 dB à celui du trafic routier.
- Livrée unie couleur cassis
- Recyclable : plus de 98 %
- Possibilité pour un tramway de remorquer une rame en panne[3].

Ces rames, dont la consommation est réduite de 10 % par rapport aux générations précédentes, ont été construites par plusieurs usines du groupe Alstom. La conception, la chaudronnerie et l'assemblage se font dans l'usine de La Rochelle. Celle de Tarbes a fourni les éléments de la chaîne de traction, Ornans les moteurs, le Creusot les bogies et Villeurbanne le système  informatique embarqué et l’information voyageurs,,.

## Projets d'extension
Le prolongement de la ligne T2 vers le pôle d'activités au sud de Chenove est fréquemment évoqué.